# Валя-Кіоарулуй
Валя-Кіоарулуй (рум. Valea Chioarului) — село у повіті Марамуреш в Румунії. Адміністративний центр комуни Валя-Кіоарулуй.
Село розташоване на відстані 388 км на північний захід від Бухареста, 27 км на південь від Бая-Маре, 72 км на північ від Клуж-Напоки.

## Населення
За даними перепису населення 2002 року у селі проживали 665 осіб, з них 660 осіб (99,2%) румунів. Рідною мовою 660 осіб (99,2%) назвали румунську.